# Konwencja genewska o Górnym Śląsku
Konwencja genewska o Górnym Śląsku (Konwencja niemiecko-polska dotycząca Górnego Śląska, podpisana w Genewie 15 maja 1922 roku) – umowa międzynarodowa, ratyfikowana ustawą z 24 maja 1922, zawarta pomiędzy Polską a Niemcami regulująca kwestie z zakresu gospodarki i ochrony praw mniejszości narodowych na obszarze plebiscytowym Górnego Śląska po jego podziale decyzją Rady Ligi Narodów i Rady Ambasadorów w październiku 1921. Wedle wymogów ustalonych przez Traktat Wersalski w art. 18 zarejestrowana w Sekretariacie Ligi Narodów 21 czerwca 1922.
Konwencja została zawarta na 15 lat. Miała na celu ochraniać rynek górnośląski, do tej pory jednolity organizm przemysłowy, który został podzielony granicą. W konsekwencji granica podzieliła kopalnie i zakłady przemysłowe wchodzące w skład jednego koncernu, rozdzieleni zostali kooperanci, odbiorcy, źródła zaopatrzenia i finansowania. Rozcięto system wodociągowy, sieć energetyczną i gazową. Konwencja miała regulować zasady współpracy transgranicznej rozdzielonych części Górnego Śląska, a także gwarantować prawa cywilne i obywatelskie jego mieszkańców. Konwencja rozstrzygała te kwestie w 606 artykułach. Tworzyła organy: Górnośląską Komisję Mieszaną i Górnośląski Trybunał Rozjemczy, o mieszanym składzie polsko-niemieckim pod przewodnictwem międzynarodowym, dla rozstrzygania w trybie arbitrażu sporów związanych z wykonywaniem konwencji.
Obowiązywała do 1937. Jej wygaśnięcie było okazją do rozpoczęcia antypolskiej kampanii propagandowej w prasie niemieckiej. W zakresie praw mniejszości narodowych – niemieckiej w Polsce i polskiej w Niemczech – została zastąpiona wspólną deklaracją polsko-niemiecką, obowiązującą do agresji III Rzeszy na Polskę 1 września 1939.